# Atlético Madrid Femenino
Atlético de Madrid Femenino, er en spansk fodboldklub for kvinder, der er baseret i Madrid og spiller i Primera División. Klubben blev etableret i 2001 og er en del af fodboldklubben Atlético Madrid.

## Historie
Kvindeafldeingen 'Atlético Villa de Madrid' startede for første gang i 1989, der allerede den første sæson vandt det spanske mesterskab, Primera División. Efter kun tre år blev holdet dog opløst i 1992. I 2001 blev der oprettet et nyt uafhængigt kvindehold i Madrid under navnet 'Atlético Féminas', som oprindeligt startede i den regionale liga og senere kvalificerede sig til Segunda División Pro i 2003. I 2005 valgte klubben at tilknytte sig under den traditionsrige storklub Atlético Madrid og oprykkede den efterfølgende sæson til Primera División som vinder af 1. divisionen, Segunda División.
I sæsonen 2014/15 sikrede klubben sig for første gang sølvmedaljer i ligaen og kvalificerede sig dermed samtidig til UEFA Women's Champions League 2015-16, hvorfra klubben dog blev elimineret i ottendedelsfinalen af de endelige vindere fra franske Olympique Lyon. Holdet vandt Copa de la Reina de Fútbol over FC Barcelona i 2016, hvilket markerede den første titel i klubbens historie. Med to efterfølgende mesterskaber cementerede Atlético deres plads blandt de dygtigste og største kvindefodboldklubber i Spanien, sammen med FC Barcelona og Athletic Bilbao.
Den 17. marts 2019 satte Atlético en ny verdensrekord for flest tilskuere til en kvindefodboldkamp for klubhold. Kampen var mod rivalerne FC Barcelona, der vandt 0–2 på Wanda Metropolitano med i alt 60.739 solgte billeter.
I 2018/19-sæsonen forsvarede klubben det spanske mesterskab for andet år i træk, men tabte dog den spansk pokalfinalenederlag 0–2, Copa de la Reina de Fútbol, til Real Sociedad Femenino den 11. maj 2019.

## Meritter
- Primera División: 2
  - 1989–90, 2016–17, 2017–18, 2018–19
- Copa de la Reina: 1
  - 2015–16
- Supercopa de España: 1
  - 2020–21

## Europæisk deltagelse
Alle resultater (hjemme og ude) viser Atléticos mål først.
| Sæson   | Turnering        | Runde              | Hjemme | Ude | Modstandshold     | Scorere                    |
| ------- | ---------------- | ------------------ | ------ | --- | ----------------- | -------------------------- |
| 2015–16 | Champions League | Round of 32        | 0–2    | 3–0 | Zorky Krasnogorsk | Esther, Beltrán, D. García |
| 2015–16 | Champions League | Ottendedelsfinaler | 1–3    | 0–6 | Lyon              | Calderón                   |

## Aktuel trup
Oversigten er opdateret til og med 10. juni 2022

| Nr. | Land      | Position | Spiller           |
| --- | --------- | -------- | ----------------- |
| 1   | Sverige   | MM       | Hedvig Lindahl    |
| 2   | Frankrig  | FO       | Bénédicte Simon   |
| 3   | Italien   | FO       | Alia Guagni       |
| 4   | Spanien   | FO       | Laia Aleixandri   |
| 5   | Holland   | FO       | Merel van Dongen  |
| 6   | Spanien   | MI       | Amanda Sampedro   |
| 7   | Spanien   | MI       | Maitane López     |
| 8   | Brasilien | AN       | Ludmila           |
| 9   | Venezuela | AN       | Deyna Castellanos |
| 10  | Colombia  | MI       | Leicy Santos      |
| 11  | Spanien   | FO       | Carmen Menayo     |
| 12  | USA       | FO       | Amanda Frisbie    |

| Nr. | Land      | Position | Spiller             |
| --- | --------- | -------- | ------------------- |
| 13  | Spanien   | MM       | Lola Gallardo       |
| 14  | Spanien   | MI       | Virginia Torrecilla |
| 15  | Spanien   | MI       | Silvia Meseguer     |
| 16  | Nigeria   | AN       | Rasheedat Ajibade   |
| 17  | Spanien   | MI       | Bárbara Latorre     |
| 18  | Sydafrika | AN       | Thembi Kgatlana     |
| 19  | Frankrig  | FO       | Aïssatou Tounkara   |
| 20  | Spanien   | AN       | Carmen Álvarez      |
| 21  | Spanien   | AN       | Sheila García       |
| 22  | Argentina | MI       | Estefanía Banini    |
| 23  | Spanien   | MI       | Bicho               |
| 24  | Spanien   | MM       | Paula Vizoso        |

### Forhenværende landsholdsspillere
| - Mariela Coronel - Jade Boho - Mitsue Iwakura - Rita Fontemanha - Nagore Calderón - Débora García | - Susana Guerrero - Leire Landa - Adriana Martín - Mar Prieto - Laura Salguero - Sandra Vilanova |